# Arachne (thần thoại)

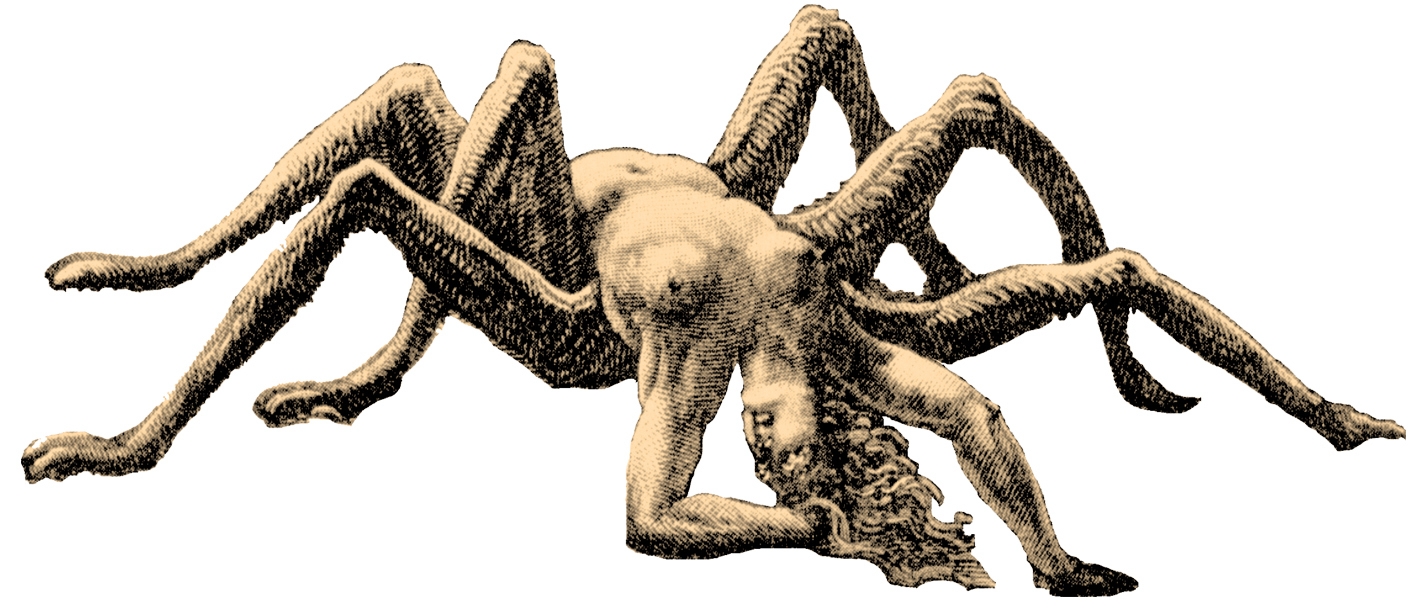
Arachne (tranh của Gustave Doré).

Arachne (Tiếng Hy Lạp: ἀράχνη) là tên một cô thợ dệt tài hoa trong thần thoại Hy Lạp - La Mã, người đã dám thách thức nữ thần trí tuệ Athena đọ tài thêu dệt và cuối cùng bị biến thành một con nhện, đời đời đi giăng tơ.

## Thần Thoại
Arachne là cô gái xinh đẹp, có tài dệt vải. Mỗi sản phẩm của cô đều được người trần và thần linh trầm trồ, khen ngợi. Nhưng cô lại rất kiêu ngạo, cô khoe khoang rằng tài năng của mình còn hơn cả nữ thần trí tuệ Athena, và phủ nhận khi những bạn dệt nói rằng tài năng cô có được một phần là sự ban ân của thần linh. Nữ thần Athena phật lòng nên hóa thành một bà lão và đến khuyên nhủ cô gái:
"Tôi có thể nói chuyện với cô không? Cô hãy nghe lời khuyên của bà lão này."
"Lời khuyên ư?" - Arachne hỏi.
"Cô tưởng rằng tài nghệ của mình có thể sánh được với nữ thần sao? Kẻo rồi cô sẽ gặp bất hạnh vì thói kiêu căng ngạo mạn của mình đấy."
"Bà nói sao?"
"Cô đã thách thức với nữ thần Athena đúng chứ? Cô hãy cầu xin nữ thần tha tội đi."
"Tôi việc gì phải sợ nữ thần Athena chứ. Mà nữ thần không dám thi tài với tôi ư?"
Cảm thấy bị xúc phạm bởi cô gái, bà lão lộ nguyên hình là nữ thần Athena, khoác áo trắng rực rỡ trong ánh hào quang. Cả hai liền mở một cuộc thi dệt. Athena dệt một bức tranh mang hình ảnh về những câu chuyện giữa thần linh và con người; thần linh ban phát những ân huệ cho con người, con người cảm tạ thần linh. Ngược lại, Arachne dệt nên một bức tranh với hình ảnh các vị thần đắm chìm trong dục vọng, bân tiện như loài người.
Giận dữ vì tội ngạo mạn và bất kính với thần linh của Arachne. Nữ thần Athena lên cơn cuồng nộ, xé nát bức tranh do Arachne dệt và dùng con thoi đánh nàng. Arachne uất ức tự vẫn. Athena tội nghiệp cô gái loài người liền hóa Arachne thành một con nhện để có thể dệt đến vĩnh hằng.